# Codex Mosquensis I

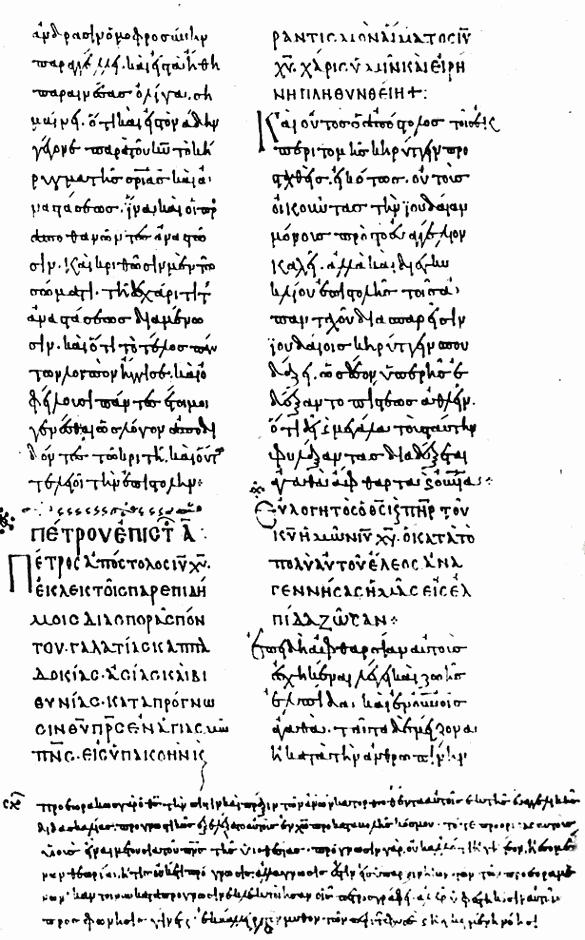
El principio de 1 Pedro

El Codex Mosquensis I (Moscú, Museo Estatal de Historia (V. 93); Gregory-Aland no. Kap o 018) es un manuscrito uncial del siglo IX. El códice contiene los Hechos de los Apóstoles y Epístolas paulinas.
El códice consiste de un total de 288 folios de 33.8 x 24.2 cm. El texto está escrito en una dos columnas por página, con entre 27 líneas por columna.
El texto griego de este códice es una representación del tipo textual bizantino. Kurt Aland lo ubicó en la Categoría V.